# Lonomia venezuelensis
Lonomia venezuelensis är en fjärilsart som beskrevs av Lemaire 1971. Lonomia venezuelensis ingår i släktet Lonomia och familjen påfågelsspinnare. Inga underarter finns listade i Catalogue of Life.